# Incroyables et Merveilleuses

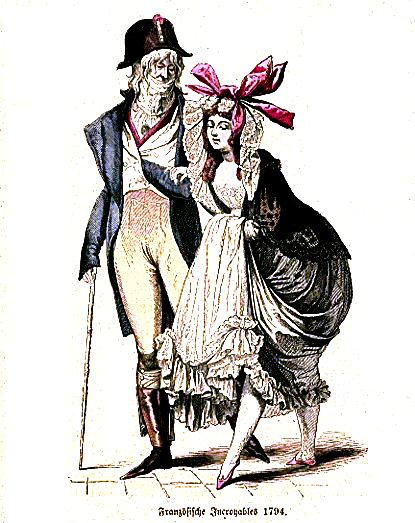
En "incroyable" och en "merveilleuse".

Incroyables (franska ’de otroliga’) var under franska direktoriets tid 1795–1799 en benämning på tillgjorda sprättar. Sprättarna (les incroyables) utmärkte sig dels genom sin extravaganta, nästan ovårdade, klädstil, dels för sitt förvrängda uttal av vissa konsonanter och sitt ideliga upprepande av frasen c'est incroyable (”det är otroligt”).
Deras kvinnliga motsvarigheter kallades merveilleuses ('de vidunderliga') som bar en särskilt utmanande dräkt (forngrekisk dräkt, med överdrivna hattar och frisyrer). 